# 8076 Foscarini
8076 Foscarini eller 1985 RV4 är en asteroid i huvudbältet som upptäcktes den 15 september 1985 av den belgiske astronomen Henri Debehogne vid La Silla-observatoriet. Den är uppkallad efter Paolo Antonio Foscarini.
Asteroiden har en diameter på ungefär 13 kilometer och den tillhör asteroidgruppen Themis.